# Edward Himmel
Edward Himmel (ur. 20 listopada 1829 w Puszynie (niem. Puschine), powiat niemodliński (niem. Landkreis Falkenberg O.S., zm. 22 kwietnia 1917) – archidiakon głogowski. 
Radca duchowny, królewski, rządowy i szkolny radca, papieski prałat dworski. Działał jako wikary w Gliwicach, następnie od 1862 roku był proboszczem w Kołobrzegu a później wojskowym duszpasterzem w Kłodzku. W 1869 roku został powołany do królewskiego zarządu w Poznaniu, skąd w 1873 roku powołany został na funkcję proboszcza w Wigańcicach pow. ziębicki.
20 października 1890 roku otrzymał probostwo kolegiaty głogowskiej. W grudniu 1904 roku otrzymał nominację na archidiakona głogowskiego i komisarza biskupiego. 
Już jako proboszcz Kolegiaty przeprowadził gruntowną renowację wnętrza kościoła. W trakcie tych prac w grobowcu we wnętrzu kolegiaty zostały odnalezione w grobowcu nagrobki księżnej Mechtyldy (zm. w 1318 r.) i księżnej Małgorzaty Cilly (zm. w 1480 r.). 